# Cultivos alimenticios microbianos
Los cultivos alimenticios microbianos son bacterias vivas, levaduras o hongos que se utilizan en la producción de alimentos. Los cultivos alimenticios microbianos llevan a cabo el proceso de fermentación  en los alimentos. Utilizado por el ser humano desde el Neolítico (alrededor de 10 000 años antes de Cristo) la fermentación ayuda a conservar los alimentos perecederos y a mejorar sus cualidades nutricionales y organolépticas (en este caso, gusto, vista,olfato, tacto). En 1995, los alimentos fermentados representaban entre un cuarto y un tercio de los alimentos consumidos en Europa Central.  Se identifican y describen más de 260 especies diferentes de cultivos alimenticios microbianos por su uso beneficioso en productos alimenticios fermentados a nivel mundial, lo que demuestra la importancia de su uso.
Los fundamentos científicos de la función de los microbios en la fermentación comenzaron a construirse con los descubrimientos de Louis Pasteur en la segunda mitad del siglo XIX. Un amplio estudio científico sigue caracterizando taxonómicamente, fisiológicamente, bioquímicamente y genéticamente los cultivos alimentarios microbianos utilizados tradicionalmente en la fermentación de alimentos. Esto permite comprender mejor y mejorar el procesamiento tradicional de los alimentos y abre nuevos campos de aplicación.

## Resumen histórico
Los microorganismos son la forma de vida más antigua de la Tierra, ya que evolucionaron por primera vez hace más de tres mil millones de años. Nuestros antepasados descubrieron cómo aprovechar el poder de los microorganismos para fabricar nuevos alimentos, incluso si no conocían la ciencia detrás de lo que estaban haciendo.
Hitos
1665—Robert Hooke y Anton van Leeuwenhoek observan y describen por primera vez microorganismo.
1857–1876—Louis Pasteur demuestra la función de los microorganismos en la fermentación láctica y alcohólica.
1881—Emil Christian Hansen aísla Saccharomyces carlsbergensisun cultivo de levadura pura, que hoy en día se usa ampliamente en la elaboración de cervezas lager.
1889–1896—Herbert William Conn, Vilhelm Storch y Hermann Weigmann demuestran que las bacterias son responsables de la acidificación de la leche y la crema.
1897—Eduard von Freudenreich aísla Lactobacillus brevis.
1919—Sigurd Orla-Jensen clasifica las bacterias del ácido láctico sobre la base de los patrones de respuesta fisiológica de las bacterias.
A partir de la década de 1970, inicia la producción de los primeros cultivos industriales concentrados, congelados o liofilizados, para la inoculación directa de la leche procesada, mejorando la regularidad de los procesos de producción.

## Función de los cultivos alimenticios microbianos en los alimentos
Los cultivos alimentarios microbianos conservan los alimentos mediante la formación demetabolitos inhibidores como elácido orgánico (ácido láctico, ácido acético, ácido fórmico, ácido propiónico), etanol, bacteriocinas, etc., a menudo en combinación con una disminución de la actividad del agua (por secado o uso de sal).  Además, los cultivos alimentarios microbianos ayudan a mejorar la seguridad alimentaria mediante la inhibición de patógenos o la eliminación de compuestos tóxicos. Los cultivos alimentarios microbianos también mejoran el valor nutricional y la calidad organoléptica de los alimentos.
Los cultivos alimenticios microbianos utilizados en la fermentación alimentaria se pueden dividir en tres grupos principales: bacterias, levaduras y mohos.

### Bacterias
Los cultivos alimentarios bacterianos se pueden dividir en cultivos iniciadores y probióticos.
Los cultivos iniciadores tienen principalmente una función tecnológica en la fabricación de alimentos. Se utilizan como ingredientes alimentarios en una o más etapas del proceso de fabricación de alimentos y desarrollan la actividad metabólica deseada durante el proceso de fermentación o maduración. Contribuyen a una o múltiples propiedades únicas de un producto alimenticio, especialmente en lo que respecta al sabor, color, textura, seguridad, conservación, nutrición.
Los probióticos tienen un papel funcional, que se refiere a la capacidad de ciertos microbios para conferir beneficios para la salud al consumidor.
Generalmente, las bacterias utilizadas como cultivo iniciador no son las mismas que se utilizan como probióticos. Sin embargo, hay casos en los que una bacteria se puede utilizar como cultivo iniciador y como probiótico Actualmente, la comunidad científica está tratando de profundizar la comprensión de las funciones que desempeñan los microbios en el procesamiento de alimentos y la salud humana.
Las bacterias más importantes en la fabricación de alimentos son las especies de Lactobacillus , pertenecientes al grupo de lasácido láctico.
Las bacterias más importantes en fabricación alimentaria son especie, perteneciendo al grupo de bacterias de ácido láctico .
Los cultivos alimenticios bacterianos son responsables del aroma, sabor y textura de los quesos y productos lácteos fermentados como yogur, ayran, doogh, skyr o ymer. Contribuyen a desarrollar el sabor y el color de productos fermentados como el salami, pepperoni y jamón seco. Las bacterias del ácido láctico convierten el ácido málico inestable que está presente de forma natural en el vino en ácido láctico estable. Esta fermentación maloláctica confiere la estabilidad característica de los vinos de alta calidad que mejoran con el almacenamiento.
Las bacterias del ácido láctico también se utilizan en suplementos alimenticios como probióticos que ayudan a restablecer el equilibrio en la biota intestinal humana.

### Levaduras
La levadura más conocida en la producción de alimentos, Saccharomyces cerevisiae,se ha utilizado en la elaboración de cerveza y horneado durante miles de años.
S. cerevisiae se alimenta de los azúcares presentes en la masa de pan y produce el gas dióxido de carbono. Esto forma burbujas dentro de la masa, lo que hace que se expanda y el pan se eleve.
Varias levaduras diferentes se utilizan en la elaboración de cerveza, donde fermentan los azúcares presentes en la cebada malteada para producir alcohol. Uno de los más comunes es S. cerevisiae. La misma cepa de S. cerevisiae que también se puede usar en la panificación se usa para hacer cervezas tipo ale. Se la conoce como levadura de alta fermentación porque crea una espuma en la parte superior de la infusión. Las levaduras de fermentación baja, como S. pastorianus, se utilizan más comúnmente para hace lagers. Fermentan más azúcares en la mezcla que las levaduras de fermentación superior, lo que da un sabor más limpio.
El alcohol en el vino se forma por la fermentación de los azúcares en el jugo de uva, con dióxido de carbono como subproducto. La levadura está presente de forma natural en los hollejos y esto por sí solo puede ser suficiente para que se produzca la fermentación de azúcares en alcohol. Por lo general, se agrega un cultivo de levadura pura, con mayor frecuencia S. cerevisiae, para garantizar que la fermentación sea confiable. Otros cultivos de levadura como Pichia, Torulaspora y Kluyveromyces están presentes de forma natural o se añaden para crear sabores especiales en el vino. El vino espumoso, incluido el champán, se elabora agregando más levadura al vino cuando se embotella. El dióxido de carbono formado en esta segunda fermentación queda atrapado en forma de burbujas.
Las levaduras también se utilizan para producir productos de kéfir, quesos maduros semiblandos y bebidas de soja fermentadas.

### Hongos
Tres tipos principales de queso dependen de los hongos por sus propiedades características: queso azul, queso tierno curado (como camembert y brie) y queso lavado con corteza (époisses y taleggio).
Para hacer queso azul, el queso se trata con un hongo, generalmente Penicillium roqueforti, mientras todavía está en forma de cuajada suelta. A medida que el queso madura, el moho crece, creando venas azules en su interior que le dan al queso su sabor característico. Los ejemplos incluyen stilton, roquefort y gorgonzola.
Los quesos maduros blandos como el brie y el camembert se elaboran permitiendo que P. camemberti crezca en el exterior del queso, lo que hace que envejezcan de afuera hacia adentro. El moho forma una costra blanca suave y el interior se vuelve líquido con una fuerte sabor.
Los quesos lavados con corteza como el limburger también maduran hacia adentro, pero aquí, como sugiere el nombre, se lavan con salmuera y otros ingredientes como la cerveza y el vino que contienen hongos.Esto también los hace atractivos para las bacterias, que se suman al sabor.
Tradicionalmente, las inoculaciones de los embutidos con hongos se hacían con la biota autóctona de las matanzas. Se pueden utilizar diferentes hongos (como P. chrysogenum y P. nalgiovense) para madurar las superficies de las salchichas. Los cultivos de hongos desarrollan el aroma y mejoran la textura de los embutidos. También contribuyen a acortar el período de maduración y a preservar la calidad natural. Esto amplía la vida útil del producto cárnico.
En el pasado, la salsa de soya se hacía mezclando soja y otros granos con un hongo (Aspergillus oryzae o A. sojae) y levadura. A continuación, esta mezcla se dejó fermentar al sol. Hoy la salsa de soja se elabora en condiciones controladas. Los ingredientes clave del sabor que se forman en este proceso son las sales del aminoácido ácido glutámico, en particular el glutamato monosódico.

## Producción de cultivos alimenticios microbianos
La producción industrial de cultivos alimentarios microbianos se lleva a cabo después de un cuidadoso proceso de selección y en condiciones estrictamente controladas. Primero, el laboratorio de microbiología, donde se guardan las cepas originales, prepara el material de inoculación, que es una pequeña cantidad de microbios de una sola cepa (pura). Luego, el material de inoculación se multiplica y se hace crecer en fermentadores (líquido) o en una superficie (sólido) en condiciones definidas y monitoreadas. Las células crecidas de cultivo puro se recolectan, eventualmente se mezclan con otros cultivos y, finalmente, se formulan (conservan) para su posterior transporte y almacenamiento. Se comercializan en formatos líquidos, congelados o liofilizados.
Otra forma tradicional de iniciar una fermentación de alimentos a menudo se denomina fermentación espontánea. Los cultivos proceden de leche cruda, es decir, leche que no ha sido sometida a ningún tratamiento de saneamiento o de la reutilización de una fracción de la producción anterior (back-slopping). La composición de tales culturas es compleja y extremadamente variable. El uso de tales técnicas está disminuyendo constantemente en los países desarrollados. Algunos países incluso prohíben la técnica de retroceso debido al "potencial de magnificar la carga de patógenos a niveles muy peligrosos".

## Aspectos ambientales, seguridad alimentaria y eficiencia
Un estudio encontró que la producción de alimentos microbianos impulsada por energía solar a partir de la captura directa del aire supera sustancialmente al cultivo agrícola de cultivos básicos en términos de uso de la tierra. El cultivo de este tipo de alimentos a partir del aire produjo 10 veces más proteínas y al menos el doble de calorías que el cultivo de soja con la misma cantidad de tierra.

## Seguridad y aspectos reguladores
Los cultivos alimenticios microbianos se consideran ingredientes alimentarios tradicionales y están permitidos en la producción de alimentos en todo el mundo según las leyes alimentarias generales.
Los cultivos alimenticios microbianos disponibles comercialmente se venden como preparaciones, que son formulaciones, que consisten en concentrados de una o más especies y / o cepas microbianas que incluyen componentes de medios inevitables que se trasladan de la fermentación y los componentes, que son necesarios para su supervivencia, almacenamiento, estandarización y para facilitar su aplicación en el proceso de producción de alimentos.
La seguridad de los cultivos aliment microbianos, dependiendo de sus características y uso, puede basarse en el género, la especie o los niveles de cepa.

### Microorganismos con historial documentado de uso seguro en alimentos
El primer inventario (no exhaustivo) de microorganismos con un historial documentado de uso en alimentos fue compilado por primera vez en 2001 por la Federación Internacional de Lácteos (IDF) y la Asociación Europea de Cultivos de Alimentos y Piensos (EFFCA)
En 2012, este inventario fue actualizado. Ahora cubre una amplia gama de aplicaciones alimentarias (incluidos productos lácteos, pescado, carne, bebidas y vinagre) y presenta una taxonomía revisada de microorganismos.

### Estados Unidos
En los Estados Unidos de América, los cultivos alimentarios microbianos están regulados por la Ley de Alimentos, Medicamentos y Cosméticos. La Sección 409 de la Enmienda de Aditivos Alimentarios de 1958 de la Ley de Alimentos, Medicamentos y Cosméticos, exime de la definición de aditivos alimentarios sustancias generalmente reconocidas por los expertos como seguras (GRAS) en las condiciones de su uso previsto. Estas sustancias no requieren aprobación previa a la comercialización por parte de la Administración de Drogas y Alimentos de EE.UU.
Debido a que existen varias formas de obtener el estatus GRAS para cultivos alimenticios microbianos, no existe una lista exhaustiva de cultivos alimenticios microbianos que tengan estatus GRAS en los EE. UU.

### Unión Europea
Dentro de la Unión Europea, los cultivos alimenticios microbianos se consideran ingredientes alimentarios y están regulados por el Reglamento 178/2002, comúnmente conocido como Ley Alimentaria General.
Desde 2007, la Autoridad de Seguridad Alimentaria Europea (EFSA) mantiene una lista de microorganismos con presunción de seguridad calificada (QPS). La lista QPS cubre solo un número limitado de microorganismos, que se han remitido a la EFSA para una evaluación de seguridad. Se ha concebido como una herramienta de evaluación interna para los microorganismos utilizados en la cadena de producción alimentaria (por ejemplo, cultivos de piensos, fábricas de células que producen enzimas o aditivos, protección vegetal) que necesitan una evaluación por parte de paneles científicos de la EFSA antes de ser comercializados en la UE. Sin embargo, los cultivos alimentarios microbianos con una larga historia de uso seguro se consideran ingredientes alimentarios tradicionales y están legalmente autorizados para su uso en alimentos humanos sin la evaluación EFSA.

#### Dinamarca
De 1974 a 2010, Dinamarca requirió la aprobación previa a la comercialización de cultivos alimenticios microbianos. La lista positiva de cultivos alimentarios microbianos está disponible en el sitio web de la Administración Danesa de Veterinaria y Alimentos.
En 2010, la regulación cambió. Ya no es necesaria la aprobación, pero debe notificarse a la Administración Veterinaria y Alimentaria.